# Sirotčinec

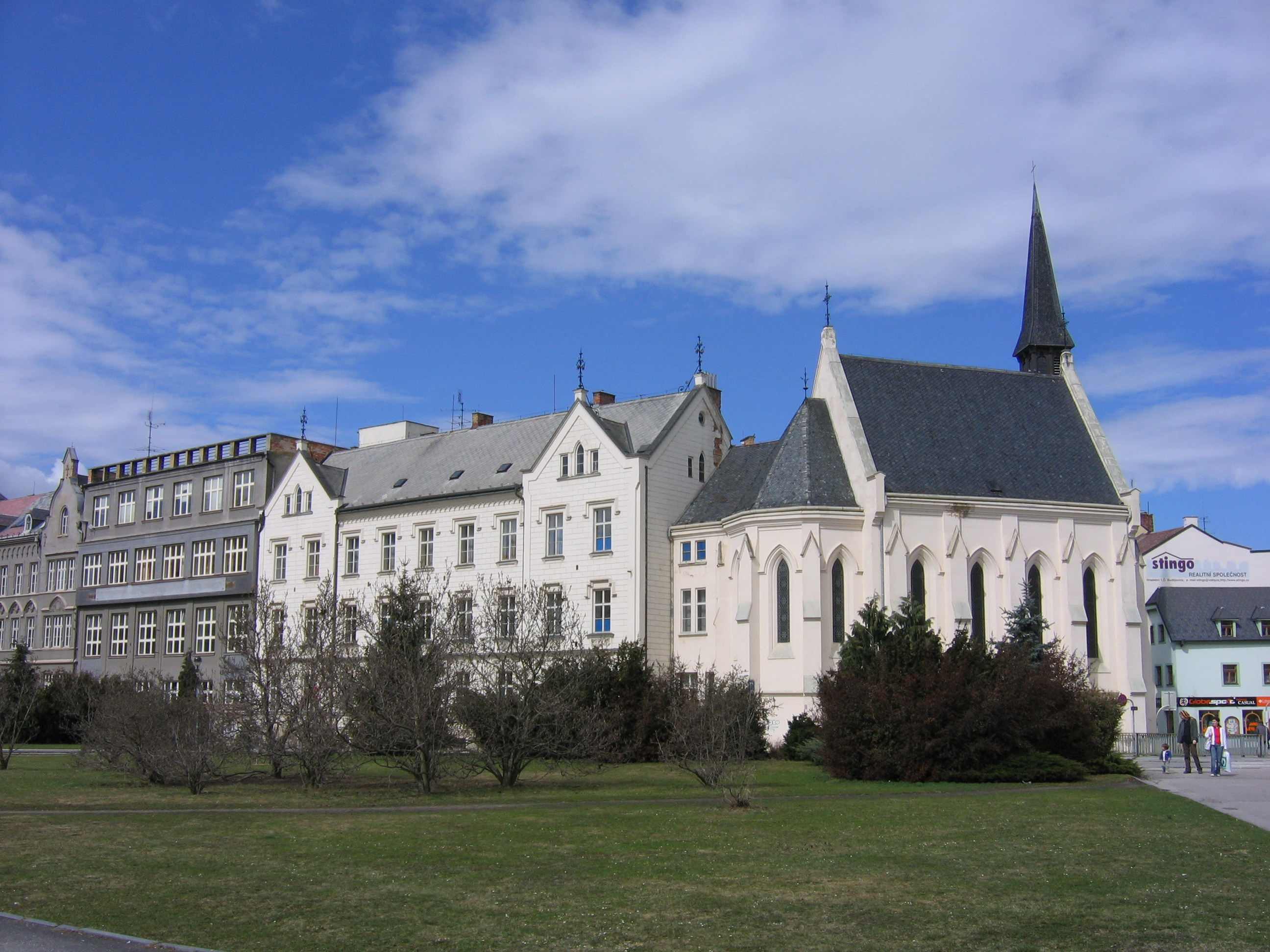
Bývalý sirotčinec boromejek v Českých Budějovicích (dnes Biskupské gymnázium) s kostelem Svaté rodiny.

Sirotčinec je instituce určená k zaopatření a výchově sirotků (dětí, které ztratily oba rodiče), kterých se nemá kdo ujmout, respektive dětí, které rodiče odložili. V současné době se v České republice již pojem sirotčinec ve vztahu k existujícím institucím nepoužívá, nejblíže k němu má dětský domov.

## Sirotčince v historii
Za předchůdce péče o sirotky v sirotčincích lze chápat už athénské zákony, podle kterých se stát staral o potomky občanů padlých ve válce a jejich vzdělání. Římané původně neměli žádné speciální ústavy pro péči o sirotky, první ústavy podobné sirotčincům začaly v Evropě vznikat teprve s šířením křesťanství. Ve středověku a na počátku novověku provozovala v Evropě sirotčince většinou církev a zpravidla je vedli řeholníci nebo řeholnice. Státní instituce byly vzácností. Postupem času moderní státy zvýšily svůj podíl na péči o sirotky a značný díl dnes mají často i necírkevní občanská sdružení (byť často s úzkými vazbami na církevní prostředí). V zaostalejších a chudých zemích hrají při zřizování a správě sirotčinců církve a charitativní organizace stále dominantní úlohu (už proto, že tyto státy nemají finanční prostředky pro jejich provozování na patřičné úrovni).
V řadě literárních děl jsou sirotčince líčeny jako prostředí plné krutosti, v němž děti trpěly, byly personálem týrány, zneužívány (k práci, nezákonné činnosti i sexuálně) a někdy i zabíjeny. To je poněkud přehnaný a jednostranný pohled (byť i takové případy se vyskytovaly a omezená kontrola tomu nahrávala). Nicméně je nutno přiznat, že sirotčince až do 19. století představovaly tvrdé prostředí s velmi vysokou úmrtností chovanců. Důvodem byl jednak vysoký výskyt infekčních nemocí, vyplývající z kombinace nashromáždění velkého množství dětí na jednom místě a tehdejších hygienických zvyklostí), jednak hrála význačnou roli podvýživa.
Sirotčince byly silně závislé na milodarech a přebytcích ze státních statků. Větší neúroda nebo rozsáhlejší válečný konflikt mohly snadno snížit výnosy z těchto zdrojů pod přijatelnou mez. Koneckonců i v lepších časech bývalo sirotků a nalezenců často více, než pro kolik bylo jídlo, a dny, kdy se mohli najíst do sytosti kvalitní stravy, byly vzácností.
V sirotčincích, které sbíraly ve větším počtu odložené novorozence, se úmrtnost těchto dětí ještě v 18. století pohybovala okolo 1/2 až 2/3 v prvním roce života. V Hôspital des Enfants-trouvés, kam Jean Jacques Rousseau odložil svých 5 dětí, se v této době dožilo dospělosti v průměru tak 5 % chovanců.